# Iowane Teba
Iowane Teba, född 23 februari 1993, är en fijiansk rugbyspelare. Han ingick i det fijianska lag som tog silver i sjumannarugby vid OS 2024 i Paris.